# Félix Miéli Venerando
Félix Miélli Venerando, často zvaný pouze Félix (24. prosinec 1937 São Paulo – 24. srpen 2012 São Paulo) byl brazilský fotbalový brankář.
S brazilskou fotbalovou reprezentací vyhrál mistrovství světa roku 1970, na šampionátu odchytal všech šest utkání, které Brazilci sehráli. Brazílii reprezentoval v letech 1965-1972, a to ve 38 zápasech.
Celou kariéru strávil v brazilských fotbalových týmech. S Fluminense se roku 1970 stal mistrem Brazílie. Hrál též za Portuguesu, CA Juventus a Nacional.